# Micropterix trinacriella
Micropterix trinacriella és una espècie d'arna de la família Micropterigidae. Va ser descrita per Kurz, M. E., Zeller & M. A. Kurz, l'any 1997.
Aquesta espècie és endèmica del nord de sicília.
Té una envergadura de 2.6-3.1 mm els mascles i de 2.8-3.6 les femelles.